# Leopold von Rauch (Oberst)
Leopold Gustav Adalbert von Rauch (* 19. April 1876 in Karlsruhe; † 1. Mai 1955 in Ilsenburg) war ein deutscher Nachrichtenoffizier, der zuletzt den Dienstgrad Oberst bekleidete. Er war im Ersten Weltkrieg der Abteilungschef der nachrichtendienstlichen Abteilung Fremde Heere der Obersten Heeresleitung (OHL). Nach der Kriegsniederlage und dem Friedensvertrag von Versailles 1918/19 überführte er seine Generalstabsabteilung in die Reichswehr der Weimarer Republik.

## Privates
Leopold von Rauch wurde am 19. April 1876 als Angehöriger des preußischen Adelsgeschlechts Rauch in Karlsruhe geboren. Er war der Sohn von General der Infanterie Albert von Rauch und dessen Ehefrau Elisabeth geborene von Bismarck. Seine Geschwister waren Rosalie, Stiftsdame im Kloster Zehdenick, Friedrich Wilhelm und Sophie.
Aufgrund der engen Verbindung seiner Familie zur deutschen Herrscherdynastie wurde Leopold von Rauch im Jahr 1894 der Leibpage der verwitweten Kaiserin Victoria, während sein Bruder Friedrich Wilhelm Militärgouverneur und Erzieher der Söhne Kaiser Wilhelms II. und der Kaiserin Auguste Viktoria wurde.
Leopold von Rauch war mit Olga von Bismarck, der Tochter des preußischen Generalmajors Ulrich von Bismarck und dessen Ehefrau Olga geb. von Gersdorff, verheiratet.

## Militärischer Werdegang
Nach seiner Ausbildung in der Hauptkadettenanstalt Groß-Lichterfelde bei Berlin und Leibpagenzeit bei Kaiserwitwe Victoria wurde Leopold von Rauch – wie vorher sein Vater Albert und sein älterer Bruder Friedrich Wilhelm – für das in Potsdam stationierte Erste Garde-Regiment zu Fuß ausgewählt, dessen Chef der deutsche Kaiser und preußische König war. 1894 trat er als Seconde-Lieutenant in das Regiment ein und wurde von 1898 bis 1901 als Adjutant des ebenfalls in Potsdam stationierten Lehr-Infanterie-Bataillons verwendet. Das Bataillon war der 1. Garde-Infanterie-Brigade unterstellt. Anschließend durchlief Rauch bis 1904 die Generalstabsausbildung an der preußischen Kriegsakademie in Berlin und wurde währenddessen 1903 zum Oberleutnant befördert. Von 1904 bis 1907 erfolgte seine Verwendung im Großen Generalstab, von 1907 bis 1910 im Generalstab des IV. Armeekorps in Magdeburg. Seit 1907 Hauptmann, diente Rauch von 1910 bis 1912 als Kompaniechef im Infanterie-Regiment "Hamburg" (2. Hanseatisches) Nr. 76 in der Hansestadt, um 1912 in den Großen Generalstab in Berlin zurückzukehren. 1913 wurde er zum Major befördert.
Mit Beginn des Ersten Weltkriegs (1914–1918) gehörte Rauch der Nachrichtenabteilung in der Obersten Heeresleitung (OHL) im Großen Generalstab an. Nachdem zu Kriegsbeginn der damalige Oberstleutnant Richard Hentsch die Abteilungsleitung innegehabt hatte, wurde Rauch zum Mai 1915 sein Nachfolger. Die Aufgabe der Abteilung war die Auswertung verfügbarer Daten über die Armeen der alliierten und neutralen Nationen. Rauch wurde Anfang 1917 zum Oberstleutnant befördert. Die Nachrichtenabteilung wurde am 20. Mai 1917 zur Abteilung Fremde Heere umbenannt, um Verwechslungen und Unstimmigkeiten über den Zuständigkeitsbereich mit der Abteilung III b von Walter Nicolai zu vermeiden. Um den Jahreswechsel 1917/18 wurde Leopold von Rauch als Kommandeur zum Reserve-Infanterie-Regiment 259 versetzt.
Bereits nach zwei Monaten kehrte Rauch als Chef der Abteilung Fremde Heere in den Generalstab des Feldheeres zurück.
Nach der deutschen Kriegsniederlage (November 1918) setzte die Abteilung Fremde Heere bis zur durch den Friedensvertrag von Versailles (Juni 1919) geforderten Schließung des Großen Generalstabs im Oktober 1919 ihre Aktivitäten fort. Die Abteilung wurde offiziell gemeinsam mit dem Großen Generalstab aufgelöst, setzte aber ihre Aktivitäten insgeheim innerhalb des neuen Truppenamts des Reichswehrministeriums im Berliner Bendlerblock fort, wobei die Tarnbezeichnung Statistische Abteilung bzw. Heeresstatistische Abteilung genutzt wurde. Rauch wurde fließend von der einen Institution in die andere übernommen und wurde nach 1920 erster Abteilungsleiter der Statistischen Abteilung, die aufgrund ihrer internen Zuweisung als dritte Abteilung des Truppenamts auch Abteilung T 3 genannt wurde. Die Ernennung zum Oberst erfolgte nach 1920. Spätestens im Jahr 1923 gab er die Abteilungsleitung an Friedrich von Boetticher ab.

## Weblink
- Leopold von Rauch als Chef der Abteilung Fremde Heere beim Gespräch mit Kaiser Wilhelm II. und Generalfeldmarschall Paul von Hindenburg im Juni 1918 im Großen Hauptquartier im besetzten belgischen Spa:  https://www.gettyimages.co.uk/detail/news-photo/german-emperor-wilhelm-ii-in-the-german-headquarters-in-spa-news-photo/537129867

| Personendaten    | Personendaten                 |
| ---------------- | ----------------------------- |
| NAME             | Rauch, Leopold von            |
| KURZBESCHREIBUNG | deutscher Nachrichtenoffizier |
| GEBURTSDATUM     | 19. April 1876                |
| GEBURTSORT       | Karlsruhe                     |
| STERBEDATUM      | 1. Mai 1955                   |
| STERBEORT        | Ilsenburg                     |